# Gare de Sanyo Temma
La gare de Sanyo Temma (山陽天満駅, San'yō Temma-eki) est une gare ferroviaire localisée dans la ville d'Himeji, dans la préfecture de Hyōgo au Japon. La gare est exploitée par la compagnie Sanyo Electric Railway, sur la ligne Aboshi. Le numéro de la gare est SY 54.

## Situation ferroviaire
Établie à 5 mètres d'altitude, la gare de Sanyo Temma est située au point kilométrique (PK) 5.6 de la ligne Sanyō Aboshi.

## Histoire
C'est le 27 avril 1941 que la gare est inaugurée sous le nom de Dentetsu Temma. En 1991, la gare change de nom de devient Sanyo Temma.
En 2013, la fréquentation journalière de la gare était de 1 025 personnes.
| 2010  | 2011  | 2012  | 2013  |
| 1 027 | 1 030 | 1 026 | 1 025 |

## Service des voyageurs

### Accueil
La gare est une halte sans service et sans personnel.

### Desserte
La gare de Sanyo Temma est une gare disposant de deux quais et de deux voies.
| N° de voie      | Ligne  | Direction                |
| --------------- | ------ | ------------------------ |
| Côté local gare | Aboshi | Shikama - Himeji - Osaka |
| Côté opposé     | Aboshi | Aboshi                   |

Installations et desserte
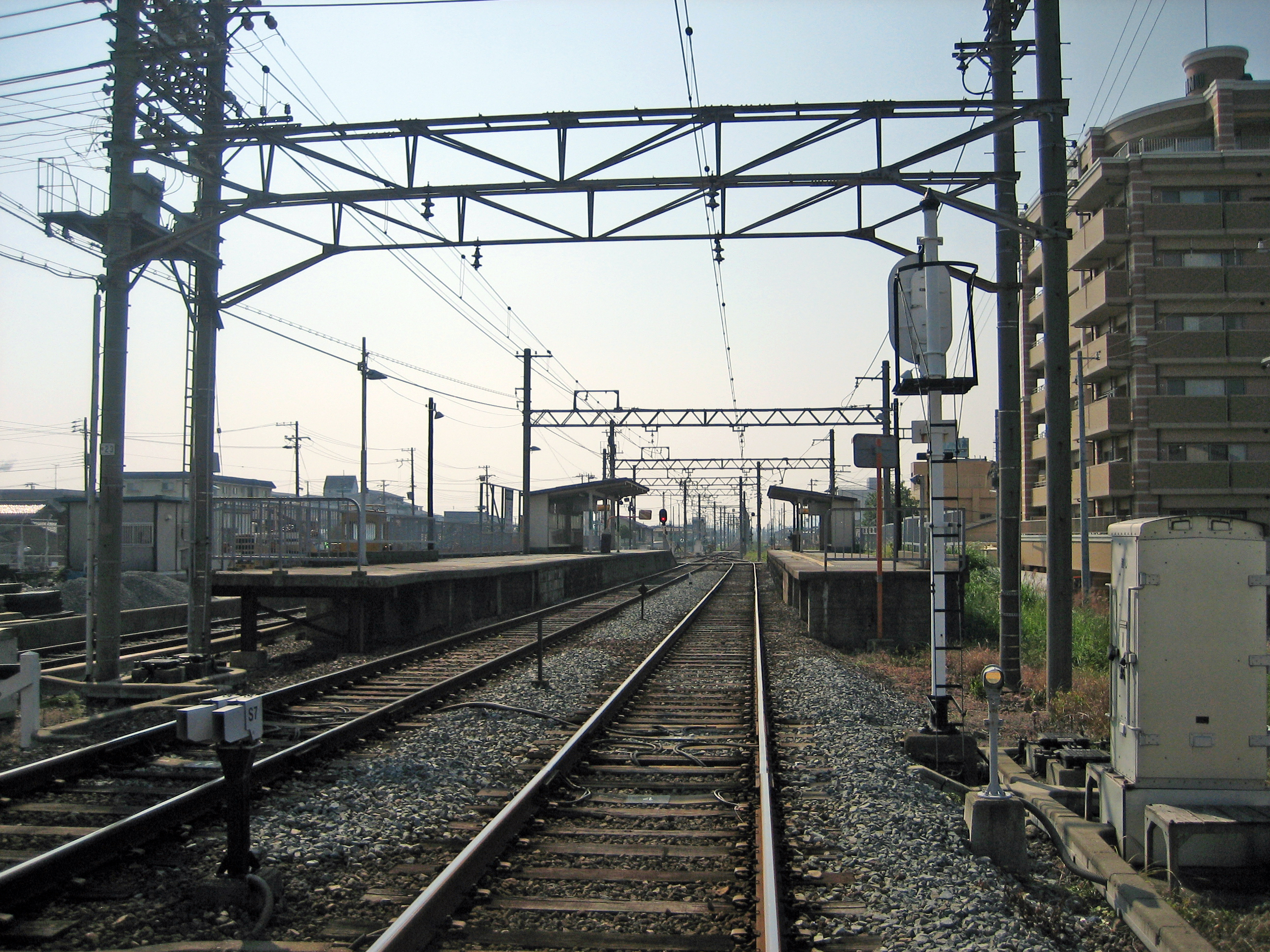
Vue sur les voies et quais.
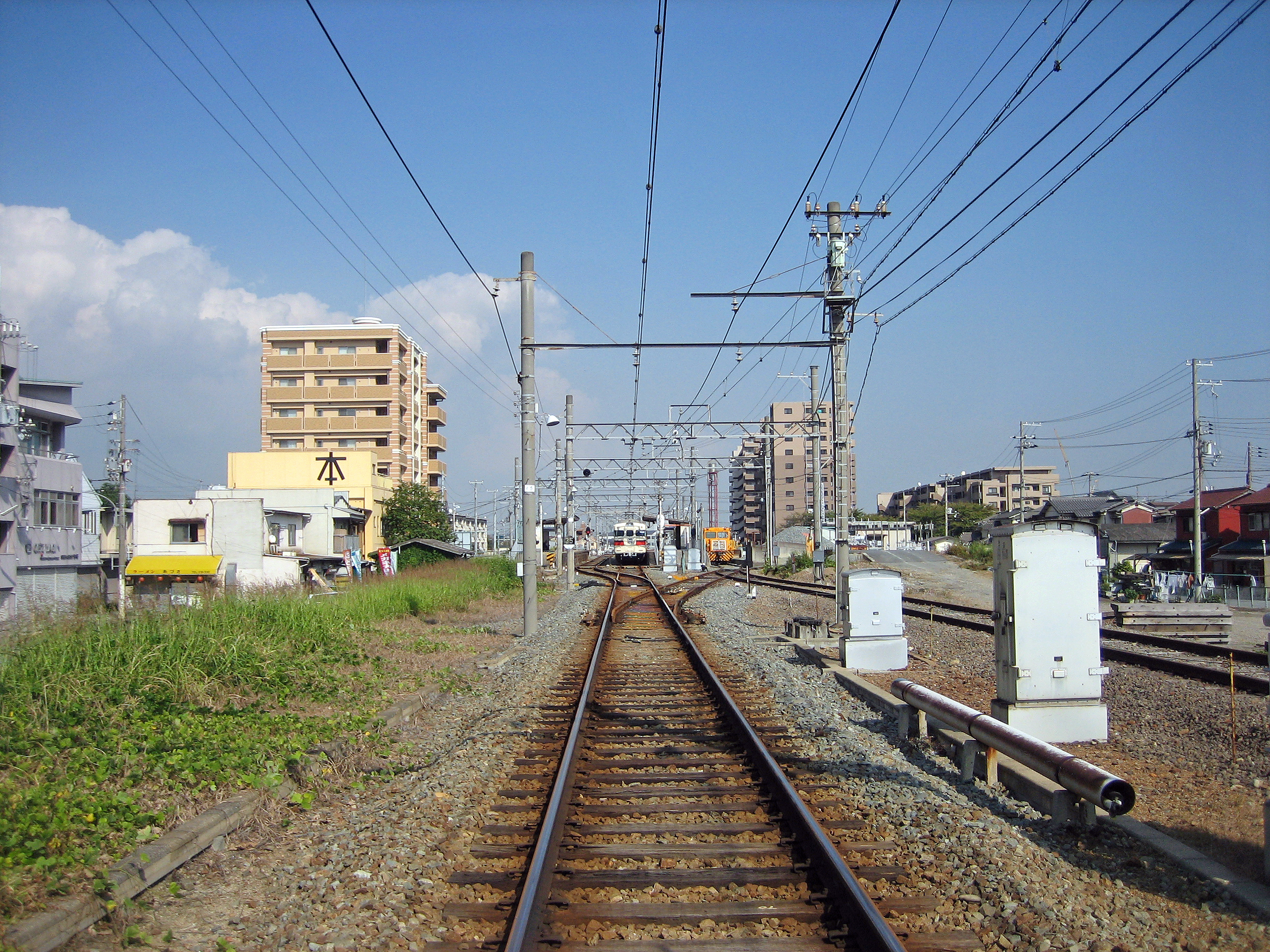
Vue sur les voies et quais.
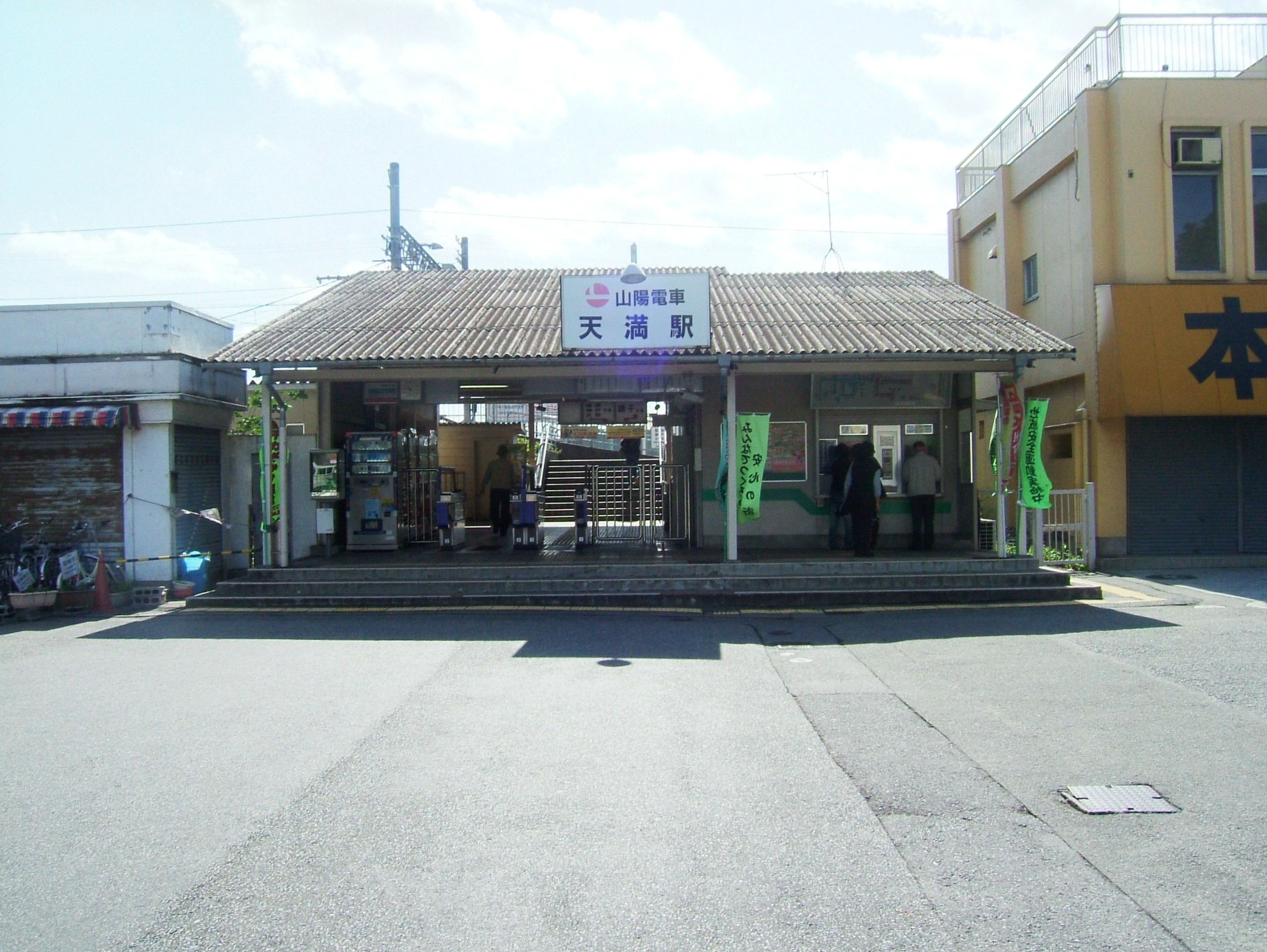
Local d'entrée.